# 僕が天使になった理由 LOVE SONG OF THE ANGELS.
『僕が天使になった理由 LOVE SONG OF THE ANGELS.』（ぼくがてんしになったわけ　ラブソングオブジエンジェルズ）は、成人向けゲームブランド・OVERDRIVE（オーバードライブ）製作のアダルトゲーム。

## 概要
OVERDRIVEの第5作目。OVERDRIVE今までの作品に見られた、青春、バカ、熱血などの要素はこの作品では一見排除されている。『電激ストライカー』の企画者は原画家である片倉真二であったが、今作の企画者はOVERDRIVEのもう1人の原画家である藤丸が担当している。
2020年5月29日にクラウドゲーミングプラットフォーム「OOParts」でも配信された。

## ストーリー
幾つもの教会と坂が二大名物の街がある伊乃郷市。その街には天使に関する伝説が存在していた。人々が飢餓や疫病で苦しんでいた時、ある一人の人間が自分の身を犠牲にしてまで天へと祈りを捧げた。その願いが通じ、天使が遣わされ人々は救われた、というものだった。その街で少年は天使と出会う。少年の名前は桐ノ小島巴。過去に起きた出来事により、「恋愛は人を不幸にする」という考えを持っていた。天使の名前はアイネ。人々の欠けた心を取り戻すという役割を担った存在である彼女は、「恋愛は人を幸せにする」という考えを持っていた。とある事情によりアイネに協力することとなった巴は、他人の恋愛に何を見、何を決断していくのか。

### 天使とは
天使の仕事は欠けてしまった人の心の欠片を持ち主へと返すこと。天使といわれ想像するような、人と人とを結びつけるような力はもっていない。普段は人には見えないように姿を消しているが、人にも見えるように実体化することができ、羽と輪っかを消すことにより見た目が人間と変わらないようにすることもできる。また、壁を通り抜けるなど、特殊な能力も保持している。心の欠片の返却の方法は楽器を使用した方法と弓を使用する方法の2種類あり、アイネで言えば、心の欠片をピックへと変化させギターを奏で歌うことによって心の欠片を持ち主へと返却している。巴が行う弓による返却方法は、心の欠片を矢に変化させその矢で欠片の持ち主を射抜くというものである。一般的に、楽器を使用するよりも弓を使用するほうが難易度が高いと言われている。返却の際に使われるギター、弓の弦には恋人同士を結びつけるとされる赤い糸が使用されている。

## 登場人物

### メインキャラクター
桐ノ小島 巴（きりのこじま ともえ）
声 - なし
本作品の主人公。見晴ヶ丘学園に通う2年生。子供時代の出来事から、恋愛というものに否定的。過去、学園の屋上から転落するという事件も起こしている。その事件が原因で屋上は立入禁止の場所となったが、本人はそれを無視し屋上へと何度も足を運んでいる。両親が事故死しているため一人暮らしで、奈留子の実家から一緒に住まないかと誘われているが、厚かまし過ぎるからという理由からそれを断っている。前述の出来事から常に無気力に日々を惰性で生きており、料理などもほとんどせず、時間がない時などは朝食を抜いたり、奈木先家からのお裾分けの夕食も家にしばしばやってくる野良猫たちにほとんどあげてしまったりしている。
アイネ（あいね）
声 - 桐ノ小島翼
天使。他の天使と比べると、能力が劣っている部分が見られる。
心の欠片を返却するために使っているギターの弦がなぜか切れてしまったため、天使の仕事ができなくなっている。赤い糸で結ばれたカップルが生まれることでギターの弦が戻ることがわかったため、ギターが直るまでとの約束で巴の家に身を寄せている。
天使で構成されたバンド「CaS」ではギターボーカル担当。
奈木崎 奈留子（なきざき なるこ）
声 - 鈴田美夜子
巴とは幼馴染であり、クラスメイトである少女。巴のことを朝起こしに行くなど、巴の私生活の面倒をみているため周りからは巴と付き合っているようしか見えないが、本人たちはそういう関係ではないと否定している。巴とは異なり社交的で活発な性格で、友人からの相談に乗るなど世話好きな事もあって友人は多い。巴を起こしに行くときには、幼少期から現在まで2階の窓から出入りしている。
久賀 百合（ひさか ゆり）
声 - 秋本ねりね
巴と同じ学園に通う3年生の先輩。卒業後の進路は進学ではなく就職を予定している。
幼い頃両親を失っており、現在は妹とともに施設で生活している。妹をかなり可愛がっており、授業が終われば寄り道もせずにすぐに妹を迎えに行くのが日課になっている。
若松 みなも（わかまつ みなも）
声 - 白雪碧
アイネのクラスメイト。普段は眼鏡におさげという目立たない格好をし、目立つことが苦手。学園を欠席することがよくあるが、それは彼女が芸能活動をしているという理由によるもの。自身が芸能人であることを学園では隠している。

### 天使
エリク（えりく）
声 - 青山ゆかり
天使で構成されたバンドである「CaS」ではキーボード担当。
リカ（りか）
声 - 宮沢ゆあな
「CaS」ではベース担当。天使の傷を癒す能力を持っている。
メネス（めねす）
声 - 野神奈々
「CaS」ではドラム担当。巴のことを「ダーリン」と呼び、ことあるごとに誘惑する。
ライオス（らいおす）
声 - 紅川とまと
他の天使とは違った黒の羽を持つ天使。天使殺しと呼ばれている。他の天使が知らないことを多く知っている。
ヘレン（へれん）
声 - 黒猫みい
ライオスと同じ黒い羽を持つ天使。ライオスに付き従っている。

### その他
平 清人（たいら きよひと）
声 - 岡山桃太郎
巴と奈留子のクラスメイトであり、巴の数少ない友人（本人談）。人を見る目があり、学業成績も優秀ではあるが、彼女などはいない。
久賀 桃 （ひさか もも）
声 - 上田朱音
百合の妹。
宇久津 花代 （うくつ かよ）
声 - 黒猫みい
第1話に登場する陸上部の女子。俊介に想いを寄せている。
橋口 俊介 （はしぐち しゅんすけ）
声 - 634
第1話に登場する陸上部の男子。両親の都合により北海道へ転校することが決まっている。
桶屋町 夢乃 （おけやまち ゆの）
声 - 宮沢ゆあな
アイネのクラスの担任。担当教科は英語。もうすぐ30歳になるのだが、背が低く童顔であるため、生徒からは「ゆのちゃん先生」などと陰で呼ばれている。元教え子である春貴とは恋人である。
瀬戸越 春貴 （せとごえ はるき）
声 - 紅川とまと
ミュージシャンの青年。プロを目指し活動を続けている。夢乃とは学園に通っている時に出会い、苦手な英語を教えてもらっていた。現在では恋人同士となっている。
堂崎 文子 （どうざき ふみこ）
声 - 鳥井紅子
自分の容姿に劣等感を抱く少女。学園で友人と呼べるのは美里1人。現在、ネットで出会ったメル友が気になっている。
西町 美里 （にしまち みさと）
声 - 野神奈々
文子の友人。明るく、人付き合いがいい。
小ヶ倉 章吾 （こがくら しょうご）
声 - 門倉宗一
バスケ部に所属する男子。表裏がなく、誰にでも声をかけるよう性格をしている。
能瀬 瑞貴 （のせ みずき）
声 - あずまゆい
学園の生徒会書記。男子の格好をしているが、本当は女子。
福江 正彦 （ふくえ まさひこ）
声 - ミノベサトル
学園の生徒会長。テストでは毎回2位という好成績。巴のことを目の敵にしている。
龍宮 小次郎 （たつみや こじろう）
声 - 太郎一郎
学園の保険医。禁煙をしようとしているが、あまりうまく行っていない。
高城 まりか （たかしろ まりか）
声 - 汐見鳥花
成績優秀でテストでは毎回1位をとるほどの実力。
辻 創佑 （つじ そうすけ）
声 - 来栖川勇
売れない画家。両親が資産家であり、その遺産により生活している。
美津島 修 （みつしま おさむ）
声 - 新沢真
花壇の世話をよくしている。
有家 小雪 （ありえ こゆき）
声 - 宮沢ゆあな
学園のマドンナと称される少女。
奈木崎 研造 （なきざき けんぞう）
声 - 転可統一
奈留子の父親。巴に弓を教えた師匠。

## 舞台・用語
伊乃郷市(いのさと)
本作の舞台である地方都市。山と海に囲まれた異国情緒豊かな湊町。特に教会と坂道が有名で、訪れる観光客も多い。路面電車が交通機関として活躍しており、巴たちも通学のためによく利用している。天使の住む街としても知られており、後述の伝説も伝えられている。モデルは長崎市。
望ヶ丘学園(のぞむがおか)
巴たちの通う学園。ダラダラと続く長い坂道を登った先にあり、通学にはかなり骨が折れるが、巴は「坂道を登る間は余計なことを考えずに済むから」という理由で気に入っている。内部はかなりレトロな造りになっており、机なども洒落たデザインで統一されている。巴が転落事故を起こして以来、屋上は立ち入り禁止になっているが、巴本人はもちろん、奈留子や清人、他にも複数人が無許可で出入りしている。征服は男女共に緑を基調としたブレザータイプに近いもの。
天使伝説
街に古くから伝わる伝説。はるか昔、人々が飢饉や疫病で苦しんでいた時、一人の巫女(シャーマン)がその身を犠牲にして祈りを捧げた所、天上の神に祈りが通じ、天使が地上に遣わされることで、ようやく人々は救われたというもの。現在はもっぱら観光振興の出汁にされており、縁結びの教会や、後述のハートストーンといったグッズも盛んに販売されている。
ハートストーン
街の名物の一つで、天使の力が込められているとされる石。淡いピンクがかった色の石で、縁結びのお守りとして若いカップルなどにも人気のアイテムとされているが、実際はどこにでもある鉱石に過ぎない。
エンジェルフラッシュ
しばしば街でよく見られる自然現象。別名『天使の梯子』とも呼ばれる。曇天時に、雲の隙間からいくつもの日の光が地上に向かってまっすぐ降り注ぐ現象。後述の天使伝説が語られるようになった背景の一つとも言われている。

## スタッフ
- 企画 - 藤丸
- プロデューサー - 竹内"bamboo"博
- 原画・キャラクターデザイン - 藤丸
- 音楽 - milktub/STUDIO 696
- シナリオ - 那倉玲司
- ムービー - Iris motion graphics

## 関連楽曲
全作詞・作曲・編曲・歌 - CaS
オープニングテーマ「Feather Song」

エンディングテーマ
「Glass Bead」 - 奈留子エンディング -
「ワスレナグサ」 - 奈留子エンディング -
「End of the World」 - 百合エンディング -
「星月夜」- 百合エンディング -
「さよならの奇跡」 - みなもエンディング -
「Vividness」- みなもエンディング -
「Snow Song」- アイネエンディング -

劇中歌「Dawn Light」

## OVA
『キラ☆キラ 5th Anniversary Live Anime KICK START GENERATION』

## 関連商品

### CD
- 『Arrow 2 Heart』

作中に登場する「CaS」のアルバム。ゲームと同じ2013年2月28日発売。